# Pehr Estenberg

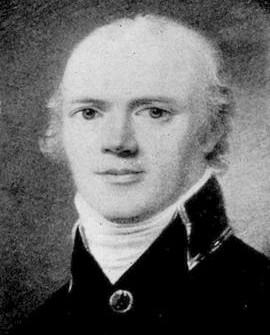
Pehr Estenberg.

Pehr Estenberg, född den 12 september 1772 i Stockholm, död där den 3 februari 1848, var en svensk arkitekt.
Estenberg blev i 20-årsåldern lärjunge till Louis Jean Desprez, med vilken han samarbetade och tog starkt intryck av, även om han i likhet med dennes övriga lärjungar kom att företräda en nyktrare, torrare smakriktning. Estenberg blev 1795 agré vid Konstakademien och 1797 konduktör vid slottsbygget i Stockholm, men ägnade sig därefter åt enskild byggnadsverksamhet. År 1820 erhöll han professors titel. Bland Estenbergs mera bemärkta insatser var ett förslag att vid Slottsbacken uppföra en monumentalbyggnad i romersk palatsstil mitt emot slottet. Estenberg var även tecknare och akvarellist.
Estenberg finns bland annat representerad vid Scenkonstmuseet  och Norrköpings konstmuseum.